# Dorcadion smyrnense
Dorcadion smyrnense là một loài bọ cánh cứng trong họ Cerambycidae.